# Coupe d'Afrique des vainqueurs de coupe de football
Pour les articles homonymes, voir CVC.
La Coupe d'Afrique des vainqueurs de coupe ou Coupe des coupes, parfois abrégée en C2 ou CVC, renommée Coupe des vainqueurs de coupe de la CAF en 1994, est une ancienne compétition africaine de football organisée par la CAF, qui réunissait les vainqueurs des Coupes de chaque pays africain. La première édition a lieu durant la saison 1974-1975 et la dernière, en 2002-2003. Elle est supprimée pour permettre l'extension de la Coupe de la confédération de la CAF. Les vainqueurs de coupes nationales ont conservé leur droit de disputer une Coupe d'Afrique et participent désormais à la Coupe de la confédération.
À partir de 1993 un match mettant aux prises chaque année le vainqueur de la Coupe des clubs champions africains (« Ligue des champions » depuis 1997) et celui de la Coupe d'Afrique des vainqueurs de coupe est organisé. Le gagnant de la rencontre remporte la Supercoupe de la CAF. La Supercoupe est maintenue après la disparition de la Coupe des vainqueurs de coupe, elle oppose désormais le vainqueur de la Ligue des champions à celui de la Coupe de la CAF (« Coupe de la confédération » depuis 2004). À partir de 2021, la CAF propose à nouveau trois compétitions africaines de clubs, avec l'introduction de la Super-Ligue de la CAF (renommée en 2023 Ligue Africaine).

## Histoire

### 1975-1981: Les débuts
La compétition est mise en place au début de l'année 1975 par la CAF, suivant l'exemple de l'UEFA (en Europe, la Coupe d'Europe des vainqueurs de coupe de football, plus communément appelée Coupe des Coupes a été instaurée dès 1960). Pour la première édition, quinze équipes sont inscrites et c'est le club camerounais du Tonnerre Yaoundé qui a l'honneur d'inscrire le premier son nom au palmarès de l'épreuve, après avoir battu les Ivoiriens du Stella Club d'Adjamé en finale.
Ces premières années de compétition verront la domination des clubs d'Afrique équatoriale. Le Cameroun place un club en finale lors de cinq des sept premières éditions. Ainsi, le Tonnerre Yaoundé s'impose en 1975 et atteint la finale l'année suivante, le Canon Yaoundé s'incline également en finale en 1977. Le Tonnerre est rejoint au palmarès par deux autres formations camerounaises : le Canon Yaoundé, vainqueur en 1979 et l'Union Douala, titré en 1981. En plus de ces trois titres, les équipes camerounaises jouent et perdent deux autres finales, à chaque fois face à des clubs du Nigéria, Shooting Stars et Enugu Rangers, respectivement vainqueurs en 1976 et 1977. Un club de Guinée, Horoya AC (vainqueur en 1978) et le TP Mazembe (Zaïre), victorieux en 1980, confirment la mainmise des équipes d'Afrique centrale, notamment aux dépens des équipes du Maghreb, qui ne place qu'une seule équipe en finale lors des sept premières éditions; il s'agit du club algérien NA Hussein Dey.
Une première a lieu lors de l'édition 1977 avec l'affrontement entre deux formations d'un même pays. Lors des demi-finales, le tenant du titre, Shooting Stars FC s'incline à l'issue de la séance de tirs au but face à Enugu Rangers, qui remporte la compétition quelques semaines plus tard.

### 1982-1986: La mainmise égyptienne
Dès 1982, la donne change. En effet, le Maghreb sort victorieux de la compétition après le succès d'Al Moqaouloun al-Arab, face au club zambien de Power Dynamos FC. La formation égyptienne va d'ailleurs devenir la première à conserver son titre puisqu'elle s'impose la saison suivante face aux Togolais de l'OC Agaza de Lomé. Cette domination de l'Égypte va même se poursuivre jusqu'en 1986, avec le triplé inégalé d'Al Ahly SC de 1984 à 1986. Les Égyptiens vont à chaque fois défaire un club d'Afrique noire en finale : Power Dynamos de Zambie, l'Agaza Lomé, le Canon Yaoundé, les Nigérians de Leventis United et l'AS Sogara du Gabon.
Ayant remporté trois trophées lors de ses trois premières participations à l'épreuve, le club du Caire reste invaincu en Coupe des Coupes durant 30 matchs et ne défend pas son titre en 1987 après avoir remporté le championnat égyptien. Il connaît pour la première fois la défaite en Coupe des Coupes qu'en 1992, face au club ivoirien d'Africa Sports lors des quarts de finale (2-0, 0-3). Cette série de cinq succès en compétition continentale pour un seul et même pays est inégalée en Afrique.

### 1987-1991: Duel Tunisie-Nigeria
En 1987, c'est un club kényan, Gor Mahia FC, qui triomphe en s'imposant face à un club tunisien, l'Espérance sportive de Tunis, qui réussit à éliminer le représentant égyptien (le Tersana SC) dès les huitièmes de finale. La Tunisie et le Nigéria vont dominer la Coupe des Coupes entre 1987 et 1991. Les clubs tunisiens vont ainsi atteindre la finale à trois reprises pour un seul succès (le CA bizertin en 1988 face aux Nigérians de Ranchers Bees); le Nigéria fera mieux avec quatre finales consécutives entre 1988 et 1991 (plus une demi-finale en 1987), mais pour un unique titre (le club des BCC Lions en 1990, vainqueur face aux Tunisiens du Club africain). En plus de Gor Mahia, seul club kényan vainqueur d'une compétition continentale, deux autres clubs deviennent les seules formations de leur pays titrées en Coupe d'Afrique : Al Merreikh Omdurman du Soudan champion en 1989 et les Zambiens du Power Dynamos FC, titré en 1991.

### 1993-2003: L'Afrique du Nord à l'honneur
À partir de 1993, les clubs d'Afrique du Nord vont reprendre la main sur la compétition et accumuler les titres. En 1993, Al Ahly SC remporte la finale face au tenant du titre, le club de Côte d'Ivoire d'Africa Sports et devient le club le plus titré de l'histoire de la compétition avec 4 trophées. La finale suivante reste la seule de cette période (avec celle de 2001) à ne compter aucun club d'Afrique du Nord (Algérie, Maroc, Tunisie ou Égypte). Pour le reste, après le succès de la JS Kabylie en 1995, l'Égypte va glaner deux autres trophées avec Arab Contractors, titré pour la troisième fois en 1996 et le Zamalek, vainqueur en 2000. La Tunisie remporte trois titres (deux pour l'ES Sahel en 1997 et 2003 et un pour l'ES Tunis en 1998). Enfin, le Maroc remporte le seul trophée de son histoire par le Wydad AC, vainqueur en 2002.

## Format
Seuls les vainqueurs des coupes nationales des associations membres sont éligibles pour participer à la compétition si et seulement s'ils ne participent pas en tant que vainqueurs de ligue à la Ligue des champions de la CAF. Les vainqueurs des Coupes de la Ligue organisées dans certains pays ne furent jamais autorisés à participer à la Coupe des vainqueurs de coupe. La compétition est réservée à un club par membre de la CAF.
Tous les tours de la compétition, y compris la finale, sont joués selon le système à élimination directe en aller-retour, l'équipe ayant cumulé le plus de buts pour elle l'emporte. En cas d'égalité, la règle des buts marqués à l'extérieur s'applique ; et si elle ne donne rien le match retour est augmenté d'une séance de tirs au but.
Le vainqueur de la Coupe d'Afrique des vainqueurs de coupe est directement qualifié pour l'édition de la saison suivante. Il rencontre également depuis 1993, le vainqueur de la Ligue des champions lors de la Supercoupe de la CAF.

## Trophée
|                |                |
| de 1975 à 1986 | de 1987 à 2003 |

## Palmarès

### Palmarès par édition
| N° | Édition | Vainqueur            | Score                   | Finaliste            | Lieu de la finale          |
| -- | ------- | -------------------- | ----------------------- | -------------------- | -------------------------- |
| 1  | 1975    | Tonnerre Yaoundé     | 1-0, puis 4-1           | Stella Club d'Adjamé | Abidjan, puis Yaoundé      |
| 2  | 1976    | Shooting Stars       | 4-1, puis 0-1           | Tonnerre Yaoundé     | Lagos, puis Yaoundé        |
| 3  | 1977    | Enugu Rangers        | 4-1, puis 1-1           | Canon Yaoundé        | Enugu, puis Yaoundé        |
| 4  | 1978    | Horoya AC            | 3-1, puis 2-1           | NA Hussein Dey       | Alger, puis Conakry        |
| 5  | 1979    | Canon Yaoundé        | 2-0, puis 6-0           | Gor Mahia FC         | Nairobi, puis Yaoundé      |
| 6  | 1980    | TP Mazembe           | 3-1, puis 1-0           | Africa Sports        | Abidjan, puis Lubumbashi   |
| 7  | 1981    | Union Douala         | 0-0, puis 2-1           | Stationery Stores    | Yaoundé, puis Lagos        |
| 8  | 1982    | Arab Contractors     | 2-0, puis 2-0           | Power Dynamos        | Kitwe, puis Le Caire       |
| 9  | 1983    | Arab Contractors (2) | 1-0, puis 0-0           | OC Agaza             | Lomé, puis Le Caire        |
| 10 | 1984    | Al Ahly SC           | 0-1, puis 1-0 (4-2 tab) | Canon Yaoundé        | Yaoundé, puis Le Caire     |
| 11 | 1985    | Al Ahly SC (2)       | 2-0, puis 0-1           | Leventis United      | Le Caire, puis Ibadan      |
| 12 | 1986    | Al Ahly SC (3)       | 3-0, puis 0-2           | Sogara               | Le Caire, puis Port-Gentil |
| 13 | 1987    | Gor Mahia FC         | 2-2, puis 1-1           | ES Tunis             | Tunis, puis Nairobi        |
| 14 | 1988    | CA bizertin          | 0-0, puis 1-0           | Ranchers Bees        | Kaduna, puis Tunis         |
| 15 | 1989    | Al-Merreikh          | 1-0, puis 0-0           | Bendel United        | Omdourman, puis Uromi      |
| 16 | 1990    | BCC Lions            | 3-0, puis 1-1           | Club africain        | Lagos, puis Tunis          |
| 17 | 1991    | Power Dynamos        | 2-3, puis 3-1           | BCC Lions            | Lagos, puis Lusaka         |
| 18 | 1992    | Africa Sports        | 1-1, puis 4-0           | Vital'O              | Bujumbura, puis Abidjan    |
| 19 | 1993    | Al Ahly SC (4)       | 1-1, puis 1-0           | Africa Sports        | Abidjan, puis Le Caire     |
| 20 | 1994    | Motema Pembe         | 2-2, puis 3-0           | Kenya Breweries      | Kinshasa, puis Nairobi     |
| 21 | 1995    | JS Kabylie           | 1-1, puis 2-1           | Julius Berger        | Surulere, puis Alger       |
| 22 | 1996    | Arab Contractors (3) | 0-0, puis 4-0           | Sodigraf             | Kinshasa, puis Caire       |
| 23 | 1997    | ES Sahel             | 2-0, puis 0-1           | FAR Rabat            | Sousse, puis Rabat         |
| 24 | 1998    | ES Tunis             | 2-1, puis 1-1           | Primeiro de Agosto   | Tunis, puis Luanda         |
| 25 | 1999    | Africa Sports (2)    | 1-0, puis 1-1           | Club africain        | Abidjan, puis Tunis        |
| 26 | 2000    | Zamalek SC           | 4-1, puis 0-2           | Canon Yaoundé        | Le Caire, puis Yaoundé     |
| 27 | 2001    | Kaizer Chiefs FC     | 1-1, puis 1-0           | Interclube           | Luanda, puis Johannesbourg |
| 28 | 2002    | Wydad AC             | 1-0, puis 1-2           | Asante Kotoko FC     | Casablanca, puis Kumasi    |
| 29 | 2003    | ES Sahel (2)         | 0-2, puis 3-0           | Julius Berger FC     | Abeokuta, puis Sousse      |

### Palmarès par club
| Rang | Club                 | Titres (éditions)          | Finales perdues (éditions) |
| ---- | -------------------- | -------------------------- | -------------------------- |
| 1    | Al Ahly SC           | 4 (1984, 1985, 1986, 1993) | 0                          |
| 2    | Arab Contractors SC  | 3 (1982, 1983, 1996)       | 0                          |
| 3    | Africa Sports        | 2 (1992, 1999)             | 2                          |
| 4    | ES Sahel             | 2 (1997, 2003)             | 0                          |
| 5    | Canon Yaoundé        | 1 (1979)                   | 3                          |
| 6    | ES Tunis             | 1 (1998)                   | 1                          |
| 6    | Power Dynamos FC     | 1 (1991)                   | 1                          |
| 6    | BCC Lions FC         | 1 (1990)                   | 1                          |
| 6    | Gor Mahia FC         | 1 (1987)                   | 1                          |
| 6    | Tonnerre Yaoundé     | 1 (1975)                   | 1                          |
| 11   | Wydad AC             | 1 (2002)                   | 0                          |
| 11   | Kaizer Chiefs FC     | 1 (2001)                   | 0                          |
| 11   | Zamalek SC           | 1 (2000)                   | 0                          |
| 11   | JS Kabylie           | 1 (1995)                   | 0                          |
| 11   | DC Motema Pembe      | 1 (1994)                   | 0                          |
| 11   | Al Merreikh Omdurman | 1 (1989)                   | 0                          |
| 11   | CA bizertin          | 1 (1988)                   | 0                          |
| 11   | Union Douala         | 1 (1981)                   | 0                          |
| 11   | TP Mazembe           | 1 (1980)                   | 0                          |
| 11   | Horoya AC            | 1 (1978)                   | 0                          |
| 11   | Enugu Rangers IFC    | 1 (1977)                   | 0                          |
| 11   | Shooting Stars SC    | 1 (1976)                   | 0                          |
| 24   | Club Africain        | 0                          | 2                          |
| 24   | Julius Berger FC     | 0                          | 2                          |
| 26   | Stella Club d'Adjamé | 0                          | 1                          |
| 26   | NA Hussein Dey       | 0                          | 1                          |
| 26   | Stationery Stores FC | 0                          | 1                          |
| 26   | OC Agaza             | 0                          | 1                          |
| 26   | Leventis United      | 0                          | 1                          |
| 26   | AS Sogara            | 0                          | 1                          |
| 26   | Ranchers Bees FC     | 0                          | 1                          |
| 26   | Esan FC              | 0                          | 1                          |
| 26   | Vital'O FC           | 0                          | 1                          |
| 26   | Kenya Breweries FC   | 0                          | 1                          |
| 26   | AC Sodigraf          | 0                          | 1                          |
| 26   | FAR Rabat            | 0                          | 1                          |
| 26   | Primeiro de Agosto   | 0                          | 1                          |
| 26   | Interclube           | 0                          | 1                          |
| 26   | Asante Kotoko SC     | 0                          | 1                          |

### Palmarès par nation
| Rang | Pays           | Vainqueurs | Finalistes | Clubs vainqueurs                                               |
| ---- | -------------- | ---------- | ---------- | -------------------------------------------------------------- |
| 1    | Égypte         | 8          | 0          | Al Ahly SC (4), Arab Contractors SC (3), Zamalek SC (1)        |
| 2    | Tunisie        | 4          | 3          | ES Sahel (2), ES Tunis (1), CA bizertin (1)                    |
| 3    | Nigeria        | 3          | 7          | BCC Lions FC (1), Enugu Rangers IFC (1), Shooting Stars SC (1) |
| 4    | Cameroun       | 3          | 4          | Union Douala (1), Canon Yaoundé (1), Tonnerre Yaoundé (1)      |
| 5    | Côte d'Ivoire  | 2          | 3          | Africa Sports (2)                                              |
| 6    | RD Congo       | 2          | 1          | DC Motema Pembe (1), TP Mazembe (1)                            |
| 7    | Kenya          | 1          | 2          | Gor Mahia FC (1)                                               |
| 8    | Algérie        | 1          | 1          | JS Kabylie (1)                                                 |
| 8    | Maroc          | 1          | 1          | Wydad AC (1)                                                   |
| 8    | Zambie         | 1          | 1          | Power Dynamos FC (1)                                           |
| 11   | Afrique du Sud | 1          | 0          | Kaizer Chiefs FC (1)                                           |
| 11   | Guinée         | 1          | 0          | Horoya AC (1)                                                  |
| 11   | Soudan         | 1          | 0          | Al Merreikh Omdurman (1)                                       |
| 14   | Angola         | 0          | 2          |                                                                |
| 15   | Togo           | 0          | 1          |                                                                |
| 15   | Ghana          | 0          | 1          |                                                                |
| 15   | Gabon          | 0          | 1          |                                                                |
| 15   | Burundi        | 0          | 1          |                                                                |